# Anstaltsvård
Anstaltsvård är ett begrepp som används för att beskriva behandling och vård vid särskilda inrättningar, så kallade anstalter. Anstalter har funnits inom många olika områden i samhället såsom uppfostringsanstalter, fångvårdsanstalter, Arbetshus, fattigvårdsanstalter, vanföreanstalter, barnavårdsanstalter med flera. I Sverige syftar begreppet nuförtiden oftast om kriminalvårdens verksamhet.